# 鮑勒岩
62°21′19.1″S 59°49′36.1″W / 62.355306°S 59.826694°W
鮑勒岩（英語：Bowler Rocks），是南極洲的岩石，位於南設得蘭群島的格林尼治島北岸，處於塔布勒島西南面和艾秋群島西北面，長1公里，現時由南極條約體系管理。